# 新望里站
新望里站（：／ Sinmangni yeok */?）是京元線沿線的一座鐵路車站，位于韓國京畿道漣川郡漣川邑上里。

## 車站結構

### 月台配置
| ↑漣川   |
| 月台    |
| 大光里↓ |

| 月台 | 路線   | 類別     | 目的地               |
| ---- | ------ | -------- | -------------------- |
| 月台 | 京元線 | 通勤列車 | 東豆川、白馬高地方向 |

## 历史
- 1956年8月21日 ：新望里站啟用(無配置簡易站)。
- 1964年8月11日：新望里站升格為配置簡易站。
- 2011年7月28日：受到韓國中部集中暴雨影響而導致路線流失，列車因此停駛。
- 2012年3月21日：列車復駛，班次一天6往返。
- 2012年7月：通勤列車班次增加。

## 车站周边
- 上里初等學校
- 漣川農協 上里分所
- 漣川畜協 上里分所
- 漣川保健分所

## 相鄰車站
韓國鐵道公社
京元線
漣川－新望里－大光里